# Гузувка (Люблінський повіт)
Гузувка (пол. Guzówka) — село в Польщі, у гміні Високе Люблінського повіту Люблінського воєводства.
Населення — 175 осіб (2011).
У 1975-1998 роках село належало до Замойського воєводства.

## Демографія
Демографічна структура станом на 31 березня 2011 року:
|          | Загалом | Допрацездатний вік | Працездатний вік | Постпрацездатний вік |
| -------- | ------- | ------------------ | ---------------- | -------------------- |
| Чоловіки | 84      | 17                 | 48               | 19                   |
| Жінки    | 91      | 20                 | 42               | 29                   |
| Разом    | 175     | 37                 | 90               | 48                   |